# Chromovalgus klapperichi
Chromovalgus klapperichi är en skalbaggsart som beskrevs av S. Endrödi 1956. Chromovalgus klapperichi ingår i släktet Chromovalgus och familjen Cetoniidae. Inga underarter finns listade i Catalogue of Life.